# Lepturus repens
Lepturus repens là một loài thực vật có hoa trong họ Hòa thảo. Loài này được (J.R.Forst.) R.Br. mô tả khoa học đầu tiên năm 1810.

## Hình ảnh

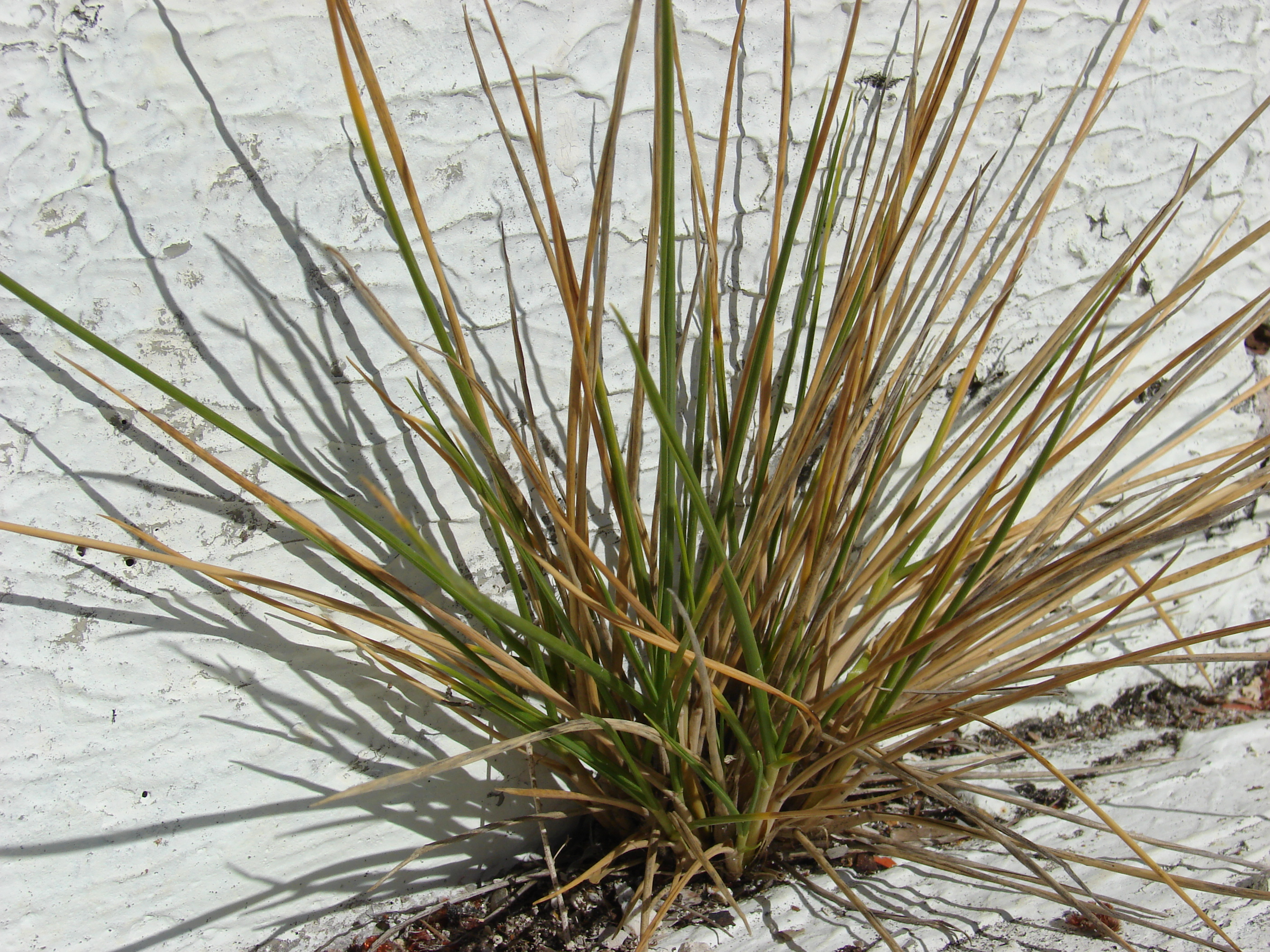
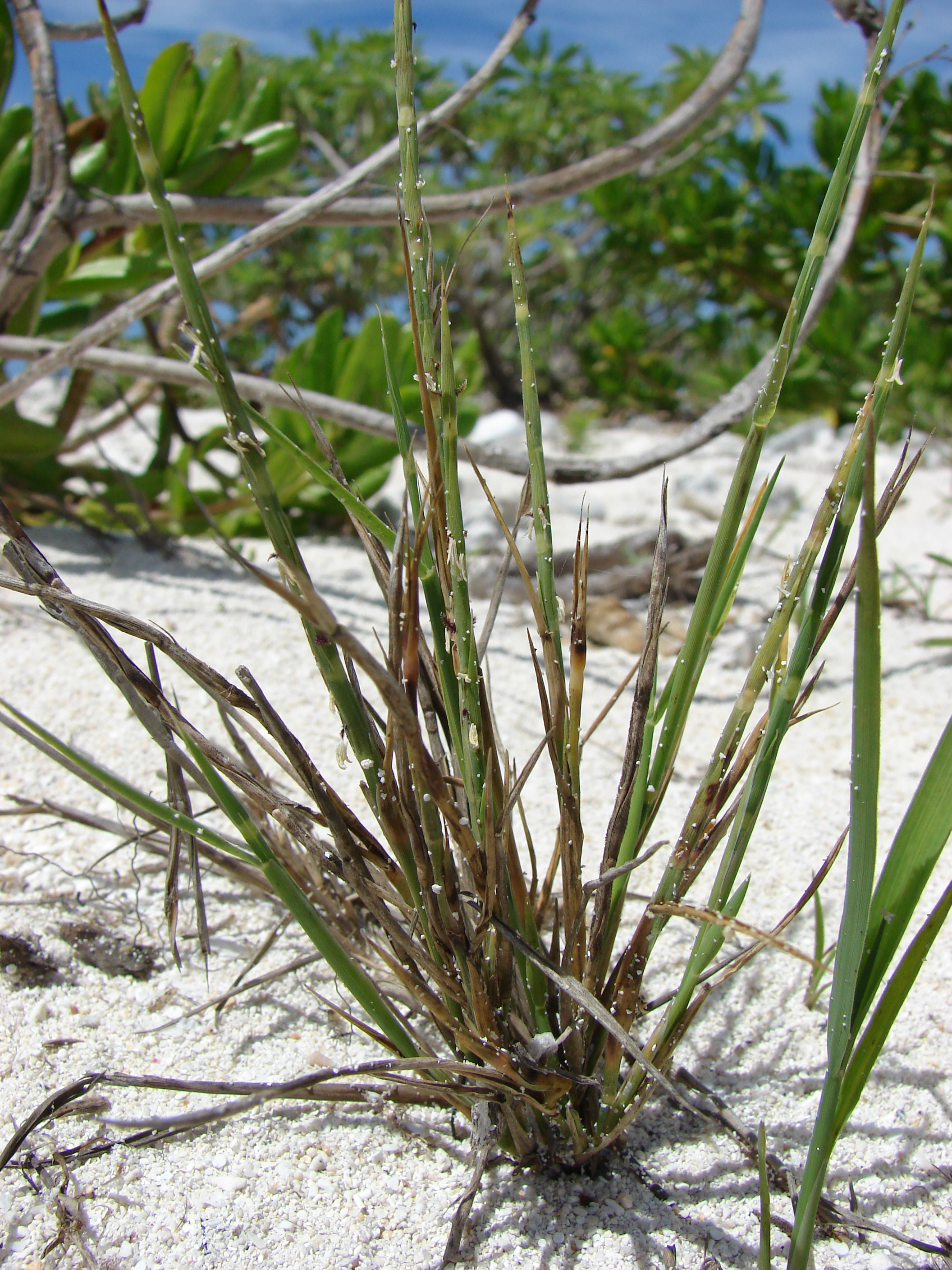
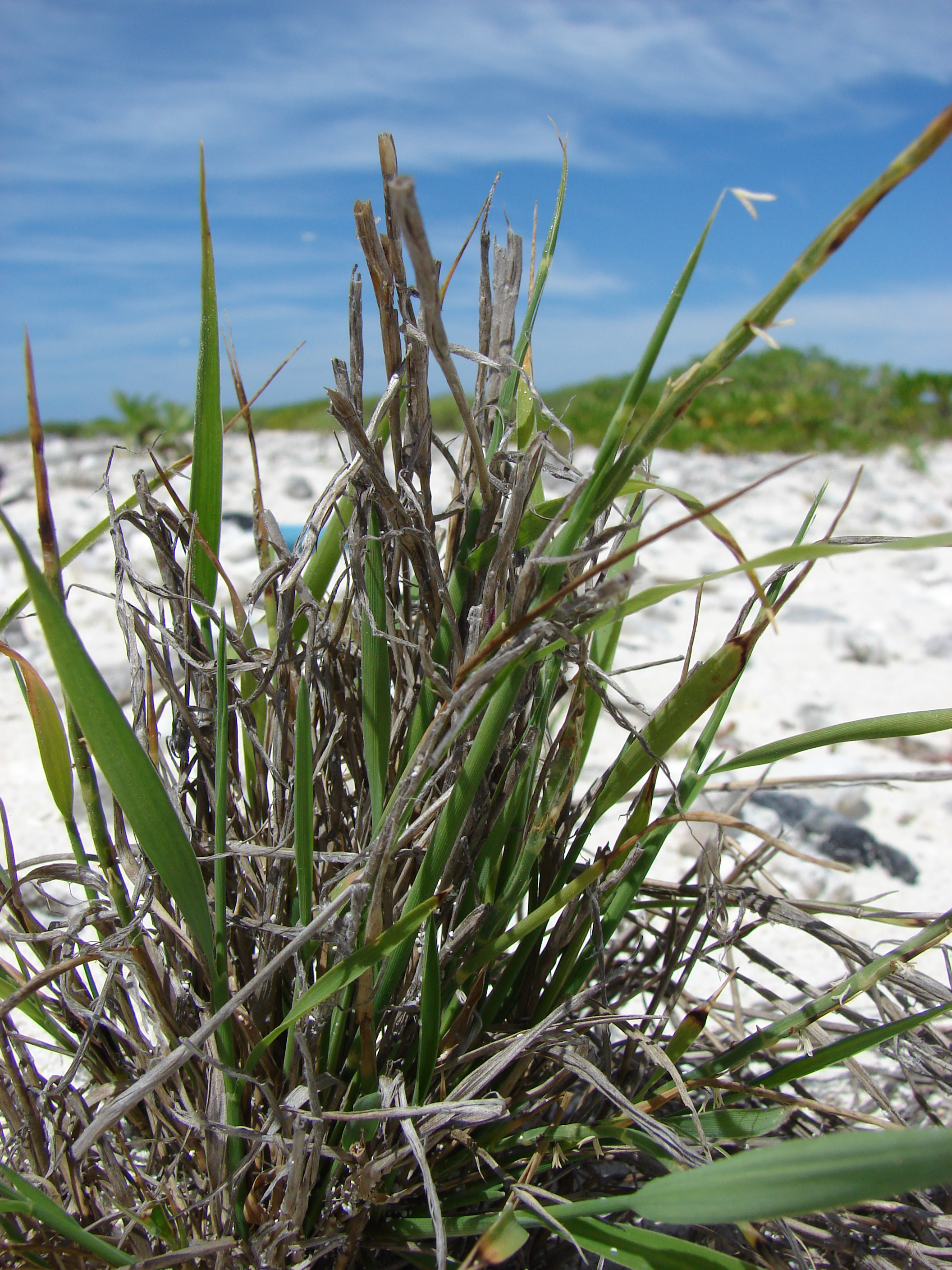
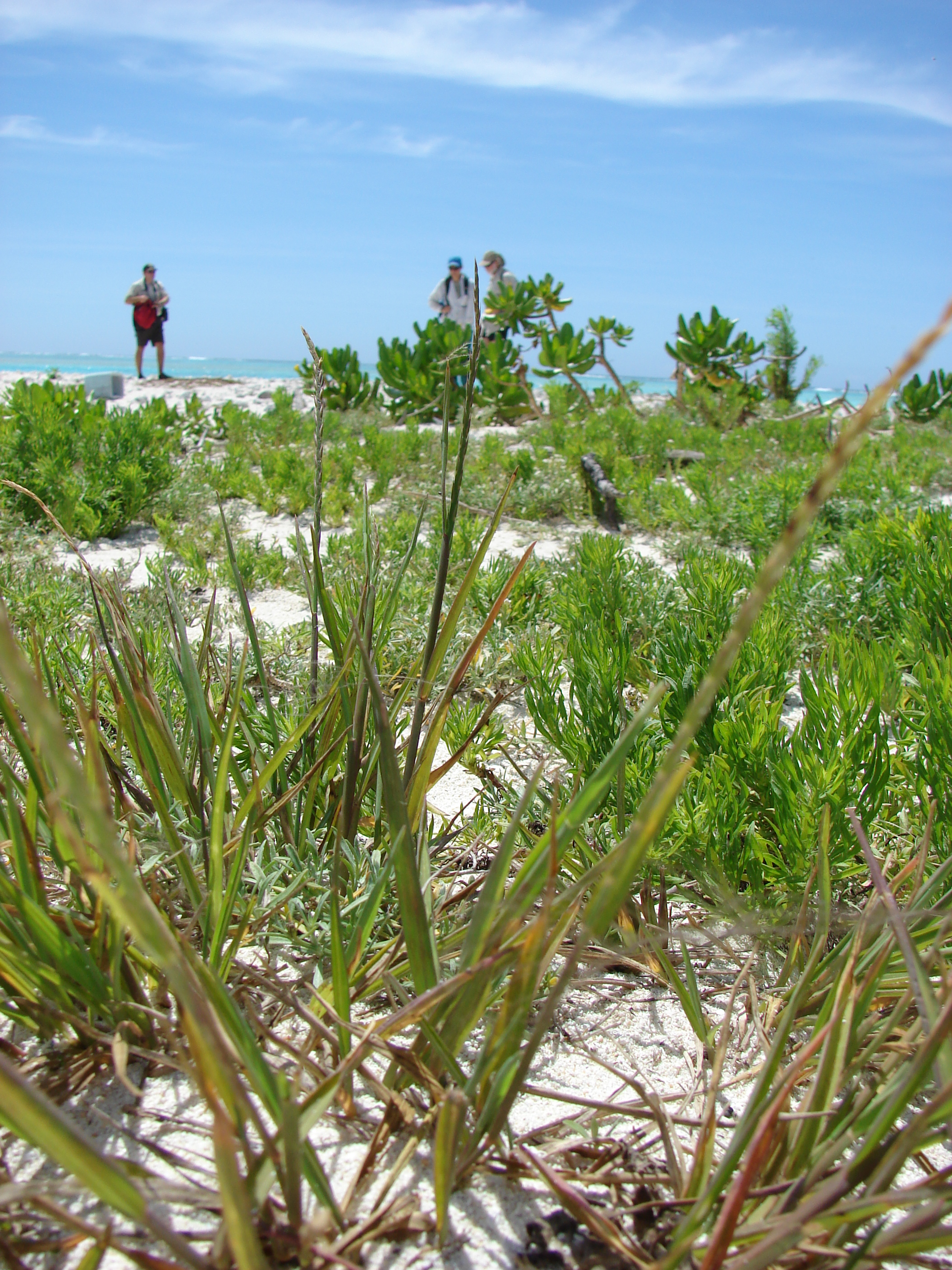